# Hawthorne (Nevada)
Hawthorne város az USA Nevada államában, Mineral megyében, melynek megyeszékhelye is. Lakosainak száma 3118 fő (2020. április 1.).

## Népesség
A település népességének változása:

| 2010 | 3 269 |
| 2020 | 3 118 |